# Беловец
Беловец е село в Североизточна България. То се намира в община Кубрат, област Разград.

## География
Беловец се намира в Област Разград, община Кубрат на 10 км от град Кубрат и е на около 40 km от най-големия град в Северна България Русе. 90 % от населението е от турски произход.

## История
Селото е било разделено на две махали: по-голямата Сърталан Хас, а по-малката Сърталан Кълъч. Старото име по време на османската власт на селото е Сърталан.

## Обществени институции
- ОУ „Васил Левски“

## Културни и природни забележителности
Местността „Божурите“

## Редовни събития
- Международен фолклорен фестивал „Божурите“
- Традиционният общоселски събор на селото е през втората седмица на месец август

1. ↑  www.grao.bg